# Donji Čajdraš
Donji Čajdraš (en cyrillique : Доњи Чајдраш) est un village de Bosnie-Herzégovine. Il est situé sur le territoire de la ville de Zenica, dans le canton de Zenica-Doboj et dans la fédération de Bosnie-et-Herzégovine. Selon les premiers résultats du recensement bosnien de 2013, il compte 244 habitants.

## Géographie
Le village est situé au bord de la rivière Kočeva, un affluent de la Bosna.

## Démographie

### Évolution historique de la population dans la localité
| 1948 | 1953 | 1961 | 1971 | 1981 | 1991 | 2013 |
| ---- | ---- | ---- | ---- | ---- | ---- | ---- |
| -    | -    | 260  | 374  | 345  | 313  | 244  |

|  |

### Communauté locale
En 1991, Donji Čajdraš faisait partie de la communauté locale de Čajdraš qui comptait 1 681 habitants, répartis de la manière suivante :